# Chazelles (Górna Loara)
Chazelles – miejscowość i gmina we Francji, w regionie Owernia-Rodan-Alpy, w departamencie Górna Loara.
Według danych na rok 1990 gminę zamieszkiwały 32 osoby, a gęstość zaludnienia wynosiła 7 osób/km² (wśród 1310 gmin Owernii Chazelles plasuje się na 789. miejscu pod względem liczby ludności, natomiast pod względem powierzchni na miejscu 997.).